# George, Iowa
George là một thành phố thuộc quận Lyon, tiểu bang Iowa, Hoa Kỳ. Năm 2010, dân số của thành phố này là 1080 người.

## Dân số
Dân số qua các năm:
- Năm 2000: 1051 người.
- Năm 2010: 1080 người.